# Cotton Plant (Arkansas)
Cotton Plant – miasto w Stanach Zjednoczonych, w stanie Arkansas, w hrabstwie Woodruff.